# Стейнс-Биссхоп, Вальтер
Вальтер Херман Якобус Стейнс-Биссхоп (нидерл. Walter Herman Jacobus Steins-Bisschop, 1 июля 1810, Амстердам — 7 сентября 1881, Сидней) — голландский иезуит, миссионер, апостольский викарий Бомбея (1860—1867), апостольский администратор апостольского викариата Пуны (1860—1867), апостольский викарий Калькутты (1867—1877) и третий епископ епархии Окленда (Новая Зеландия). 

## Биография
Вальтер Стейнс-Биссхоп родился 1 июля 1810 года в Амстердаме. После окончания учёбы в Амьене (Франция) и Фрибуре (Швейцария) в 1832 году вступил в бельгийскую провинцию монашеского ордена иезуитов. 8 сентября 1842 года был рукоположён в священника.
Получив от своего монашеского начальства разрешение заниматься миссионерской деятельность на Борнео (в то время – голландская колония), он отправился на Борнео через Индию. Достигнув Бомбея, он остался здесь служить священником до 29 июня 1861 года, когда его рукоположили в епископа и  назначили апостольским викарием апостольского викариата Бомбея.
В 1867 году Святой Престол назначил его апостольским викарием апостольского викариата Западной Бенгалии с центром в городе Калькутта. Он пригласил в Калькутту монахинь из монашеской конгрегации Дочери Креста, основывал в Калькутте многочисленные учебные заведения и детские дома. Он впервые начал проповедовать католицизм среди народа сантал и других индийских народов, проживающих в Бенгалии. Из-за ухудшению здоровья он был вынужден на некоторое время покинуть Калькутту и отправиться на лечение во Францию.
В 1870 году Вальтер Стейнс-Биссхоп принимал участие в I Ватиканском соборе.
16 мая 1879 года Святой Престол назначил его епископом епархии Окленда в Новой Зеландии. Он прибыл в Новую Зеландию 3 декабря 1879 года и пробыл там до сентября 1881 года, когда вновь отправился в Европу на лечение. 7 сентября 1881 года он умер в Сиднее, Австралия.